# Бёкер, Вим
Ви́ллем (Вим) Бёкер (нидерл. Willem "Wim" Beuker; 15 июля 1894, Амстердам — 4 мая 1957, там же) — нидерландский инженер и предприниматель, в прошлом директор технического бюро «W. Beuker & Zn» и компании «N.V. Maatschappij Stedenverwarming», отвечающей за центральное отопление и горячее водоснабжение Амстердама.
С 1910 по 1912 год играл на позиции центрального полузащитника за футбольный клуб «Аякс».

## Спортивная карьера
В 1908 году возрасте четырнадцати лет Вим стал членом футбольного клуба «Аякс». Он играл за юношескую команду и резервный состав, а спустя два года дебютировал в первой команде в возрасте шестнадцати лет. Это произошло 8 января 1911 года в матче второго класса Нидерландов против клуба УВВ, завершившемся победой амстердамцев с крупным счётом 5:1. По итогам чемпионата «красно-белые» заняли первое место в западной группе Б и получили право сыграть в стыковых матчах за право выхода в первый класс. Соперниками его команды стали «Херкюлес» и «'т Зесде», занявшие два последних места в западной группе первого класса. «Аякс» набрал в переходном турнире 5 очков, заняв первое место.
В первом классе Нидерландов Бёкер сыграл два матча. В матче 1-тура чемпионата Нидерландов против ХФК, состоявшемся 24 сентября 1911 года, он вышел в стартовом составе «Аякса». Встреча завершилась победой футболистов из Харлема — 4:2. В последний раз в составе клуба Вим выходил на поле 10 декабря в матче с ДФК. Он оставался членом клуба не протяжении долгих лет.

## Предпринимательская деятельность
Бёкер работал в качестве добровольца в различных инженерных компаниях в Германии. Когда началась Первая мировая война в 1914 году, Вим вернулся обратно в Нидерланды и начал работать в техническом бюро «W. Beuker & Zn», основателем которого был его отец. Техническое бюро выполняло все виды работ по установки оборудования для отопления, вентиляции и сантехники. Позже Бёкер стал директором «N.V. Maatschappij Stedenverwarming», и между тем, продолжил поддерживать партнёрские отношения с отцовской компанией, которую он затем возглавил. «N.V. Maatschappij Stedenverwarming» занималось централизованным теплоснабжением крупных жилищных комплексов.
В 1925 году Бёкер получил концессию от городских властей Амстердама на создание и эксплуатацию теплоцентрали для обслуживания новых кварталов в районе улицы Аполло в Амстердаме.  Поскольку муниципалитет неохотно поздно прокладки в трубах физическими лицами, раскрывающих способ, это грандиозный план в масштабе по всему Югу устранить дымоходы и выше тепловой электростанции с трубой, чтобы начать, ничего не вышло.
Тем не менее, пропаганда этой идеи, внес большой вклад в виде брошюр, лекций и статей в журнале «Городское отопление» под редакцией Бёкера к созданию крупных централизованных объектов, таких как присутствующих за тепло и горячую воду в Амстердаме многочисленные места запуска. Одна из самых больших комплексов, что небоскреб около 310 больших квартир, которые являются котел центрального отопления и горячей воды при условии.[проверить перевод] Разработка и реализация проекта была выполнена фирмой «W. Beuker & Zn». Бёккера считал, что будущее непременно покажет, что метод распределения тепла, как с экономической, так и с социально-гигиенической точки зрения, имеет существенные преимущества.
Несмотря на занятость на работе, Вим в течение 25 лет был посетителем общества «Милосердие к власти», целью которого было снижение уровня бедности в Амстердаме. Он также был председателем Союза Нидерландских Работодателей в сфере отопительного оборудования и пять лет занимал должность председателя Амстердамской Ассоциации монтажников отопительного и сантехнического оборудования. Вим делал ознакомительные поездки за границу, посещал немецкие города Дрезден, Берлин и Гамбург.

## Личная жизнь
Виллем родился в июле 1894 года в Амстердаме. Отец — Виллем Бёкер, мать — Класина Бюделман. Он был девятым ребёнком в семье из десяти детей. Его семья жила в Амстердаме по адресу Квеллинстрат дом 90. Вим окончил начальную школу и затем поступил в технологическую школу. Он получил диплом об окончании обучения в 1912 году.
Был женат на Элизабет Люхтенвелд, уроженке Амстердама. Их бракосочетание состоялось 26 сентября 1918 года в Амстердаме. В марте 1941 года супруги развелись. Вим имел собственную коллекцию работ по парапсихологии. Его младший брат Хейнрих Йоханнес, более известный как Хан Бёкер, стал пианистом и композитором.
Умер 4 мая 1957 года в возрасте 62 лет. Похоронен 8 мая на кладбище Зоргвлид в Амстердаме.